# Kawaji Toshiyoshi

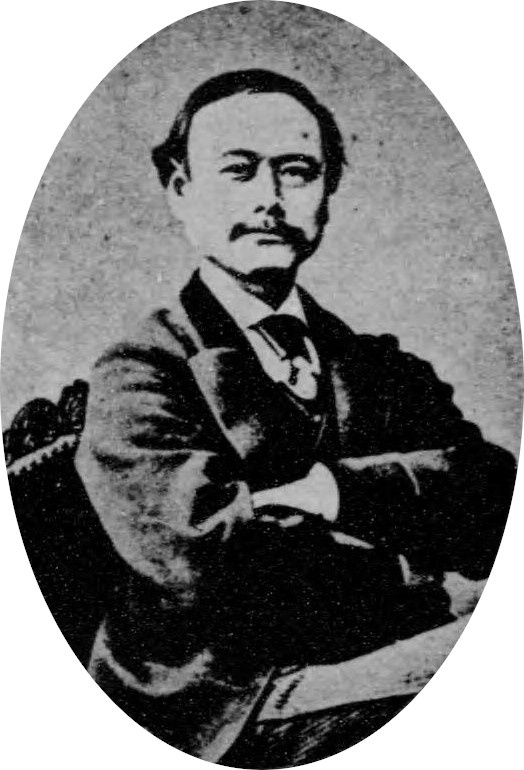
Kawaji Toshiyoshi

Kawaji Toshiyoshi (jap. 川路 利良, Kawaji Toshiyoshi, auch Toshinaga; * 17. Juni 1834 im Lehen Satsuma (heute: Präfektur Kagoshima); † 13. Oktober 1879) war ein Samurai, der wegen seiner Verdienste um die Modernisierung des japanischen Polizeiwesens nach europäischem Vorbild als „Vater der japanischen Polizei“ (日本警察の父, Nihon keisatsu no chichi) gilt.

## Leben
Kawaji Toshiyoshi wurde als Sohn des Polizisten (yoriki) Kawaji Toshiai (川路利愛) und seiner Frau Etsuko (悦子) im Lehen Satsuma geboren. 1864 nahm er am Aufstand am Hamaguri-Tor teil. Satsuma und weitere kaisertreue Lehen erhoben sich 1868 im Boshin-Krieg gegen das regierende Tokugawa-Shogunat, wobei Kawaji für sein Lehen an der Schlacht von Toba-Fushimi teilnahm. Unter der neuen Regierung erhielt er 1871 einen niederen Beamtenposten (東京府大属, Tōkyō-fu daisakan) in der Präfektur Tokio und wurde ein Jahr später Chef der ein Jahr zuvor gegründeten Hauptstadtpolizei (邏卒総長, rasotsu sōchō). Im September 1872 wurde die Polizei dem Justizministerium unterstellt und dort zur Verwaltung das Polizeiamt Keiho-ryō (警保寮) gegründet, dessen stellvertretender Leiter (警保助, Keiho-suke) auf nationaler Ebene und Polizeipräsident (大警視, daikeishi) für Tokio er wurde.
Auf Anraten von Saigō Takamori, den er aus dem Boshin-Krieg kannte, nahm er im Oktober 1872 an einer Delegation nach Europa zum Studium der dortigen Rechts- und Polizeisysteme teil. Allein vier Monate hielt sich die Delegation in Paris auf, da die französische Polizei und insbesondere die Polizeipräfektur von Paris als besonders effektiv galten und zudem zentralistisch ausgerichtet war. Ein anderer Grund war, dass auch das Gerichts- und Rechtssystem bereits französischen Vorbild folgten. Es wurden auch andere kontinentaleuropäische Staaten, darunter Preußen und Österreich-Ungarn besucht, während das Vereinigte Königreich ausgelassen wurde, da deren dezentralisiertes Polizeisystem und geringere Machtfülle der Polizei als ungeeignet für die Stabilität des jungen japanischen Staat angesehen wurden. Nach seiner Rückkehr im September 1873 legte er einen Entwurf zur Ausgestaltung einen neuen Polizeisystems nach französischem Vorbild vor, einschließlich der Trennung in eine Kriminalpolizei (司法警察, shihō keisatsu, vgl. police judiciaire), die beim Justizministerium verbleiben sollte, und eine Verwaltungspolizei (行政警察, gyōsei keisatsu, vgl. police administrative), die für die Aufrechterhaltung der öffentlichen Ordnung verantwortlich und einem noch zu gründenden Innenministerium unterstellt sein sollte. Innerhalb kurzer Zeit wurden seine Vorschläge umgesetzt: am 9. Januar 1874 würde das Keiho-ryō dem im November zuvor gegründeten Innenministerium unterstellt, und am 15. Januar das Tōkyō Keishi-chō als Tokioter Präfekturpolizei gegründet, dessen erster Präsident er wurde.
Als sein früherer Förderer Saigō Takamori sich als Anführer der Satsuma-Rebellion im Januar 1877 gegen die Regierung erhob, wurden alle Polizeipräfekturen, einschließlich des Tōkyō Keishi-chō, abgeschafft und die Polizei direkt der im Innenministerium angesiedelten Behörde Keishi-kyoku (警視局) unterstellt, deren Leiter er wurde. Diese Behörde erhielt zudem die Kompetenzen der Kriminalpolizei. Beides wurde erst 1881 wieder rückgängig gemacht. Während der Rebellion nahm Kawaji auf Seite der Regierung als Kommandant der Speziellen 3. Brigade (別働第3旅団, betsudō dai-san ryodan) teil, die aus Polizeieinheiten bestand.
1878 unternahm er eine zweite Reise nach Frankreich, erkrankte schwer und starb kurz nach seiner Ankunft in Japan.